# ZVT SPU-800
ZVT SPU-800 (Systém Pořizování Údajů) byl minipočítač vyvíjený a vyráběný v 70. letech 20. století firmou Závody výpočtovej techniky (ZVT) v Banské Bystrici.
Počítač byl sestaven z TTL obvodů, vlastní procesor byl na celkem 5 kartách (DEK,CAZ,ALJ,PRC,LGP). Do vnitřních signálů procesoru byl zapojen přední panel (RPL) s tlačítky k zadávání instrukcí a sedmisegmentových LED displayů k zobrazení registrů PC a ACC. K procesoru se připojovala paměť typu ROM (označovaná jako P1K, osazeno obvykle pouze 128 bajtů pro bootloader), jedna nebo více karet paměťi RAM (označovaná jako P4K, obvykle osazena celá možná kapacita 4KB), a periferní karty na připojení dalších zařízení, jako jsou např.:
- SDP k připojení snímače děrné pásky FS 1501
- SDŠ k připojení snímače děrných štítků ARITMA 2050
- DDP k připojení děrovače děrné pásky DT 105 S
- KLV k připojení klávesnice CONSUL 259.1
- MTL k připojení mozaikové tiskárny DZM 180
- MTS k připojení sériové tiskárny CONSUL 2111
- ZPD k připojení zařízení pro přenos dat ZPD 1200
- DPR k připojení alfanumerické zobrazovací jednotky AZJ 6416 (s klávesnicí CONSUL)
- MPP k připojení magnetopáskové paměti CM 5300.
- SKP,RKP k připojení KPP800
- “Komunikační deska TP8“ (UART)

SPU-800 sloužilo formou tzv. "zlepšovacích návrhů" jako základ pro vznik 8bitových počítačů TNS a počítače ZVT SP830, oba již s procesorem U880.

## ZVT SP830

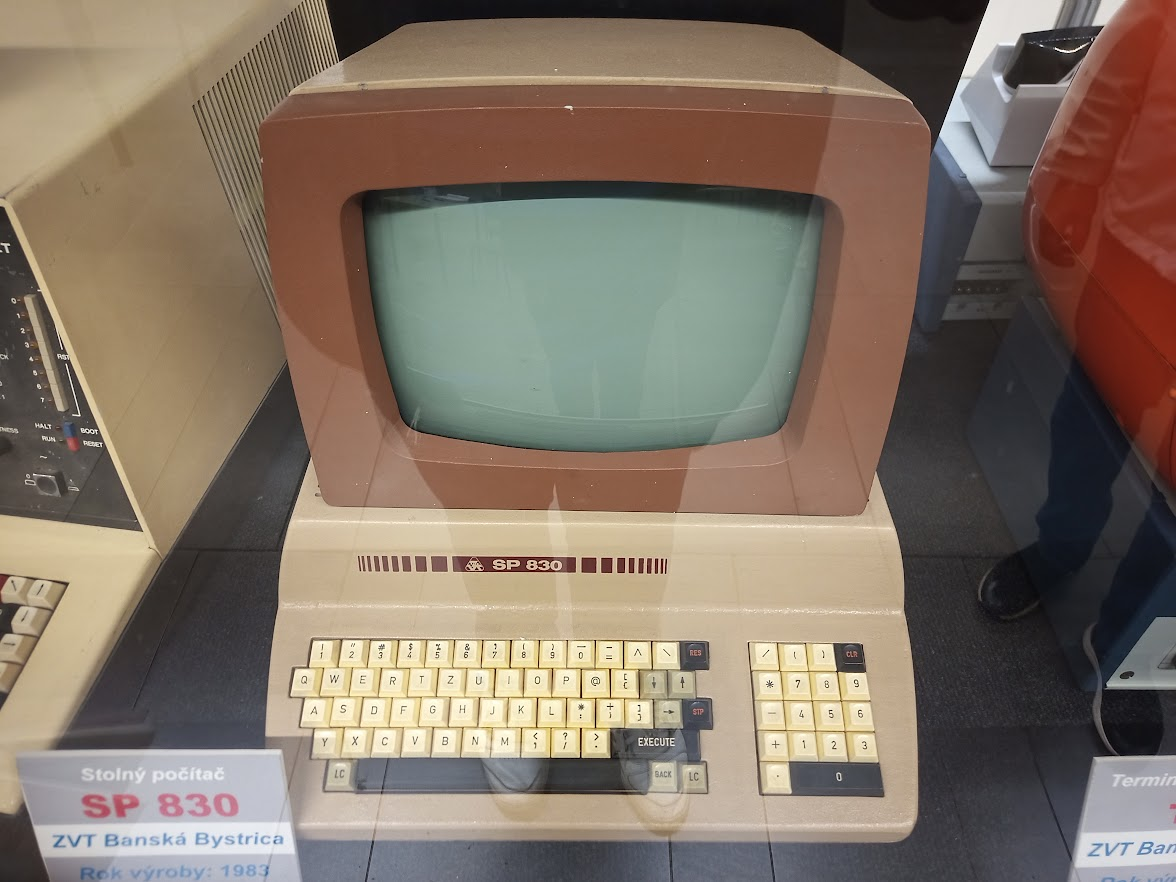
ZVT SP830

ZVT SP830 byl 8bitový počítač s procesorem U880, využívající periferní sběrnici téměř kompatibilní se systémem ZVT SPU-800. To umožnilo k počítači připojit existujicí periferie počítače ZVT SPU-800. Počítač byl výrazně inspirován západním počítačem TRS-80. Počítač sestával z následujících karet:
- CPU - karta s procesorem U880D
- RAM - 48kB DRAM
- EPROM14K - paměť typu EPROM
- DSP - karta displaye připojená k Tesla Orava AZJ-416
- KLV - karta připojení klávesnice
- MGF - karta připojení magnetofonu

### Oficiální návody
Rok vydání 1978
1. Expander pro TP 8
2. Terminálový procesor TP 8
3. Operační paměť P4K
4. Soubor snímače děrné pásky FS 1501
5. Soubor snímače děrných štítků ARITMA 2050
6. Soubor děrovače děrné pásky DT 105 S
7. Soubor klávesnice CONSUL 259.1
8. Soubor mozaikové tiskárny DZM 180
9. Soubor sériové tiskárny CONSUL 2111
10. Soubor zařízení pro přenos dat ZPD 1200
11. Soubor alfanumerické zobrazovací jednotky AZJ 6416
12. Soubor magnetopáskové paměti CM 5300.

### Knihy a sborníky
- Sedláček, Pavel: Základy programování mikropočítače TP-8
- 5. seminární školení k využití výpočetní techniky : Sborník přednášek
- 4. seminární školení k využití výpočetní techniky-sborník přednášek. Dil 1
- 4. seminární školení k využití výpočetní techniky-sborník programových rutin SPU-800
- 6. seminární školení k využití výpočetní techniky-OS SPUAS - Systémové a aplikační programy
- Klvaňa M. 1983 , MONEX - jednoduchý uživatelský program pro spolupráci periferií systému SPU 800 s pamětí procesoru TP8, R: Konference "Možnosti využití zařízení SPU 800", ČSVTS Praha, 1983, V: Publikace "Možnosti využití zařízení SPU 800", ČSVTS KORT Ostrava, (1983), 72-75